# Тавпиширка (хребет)

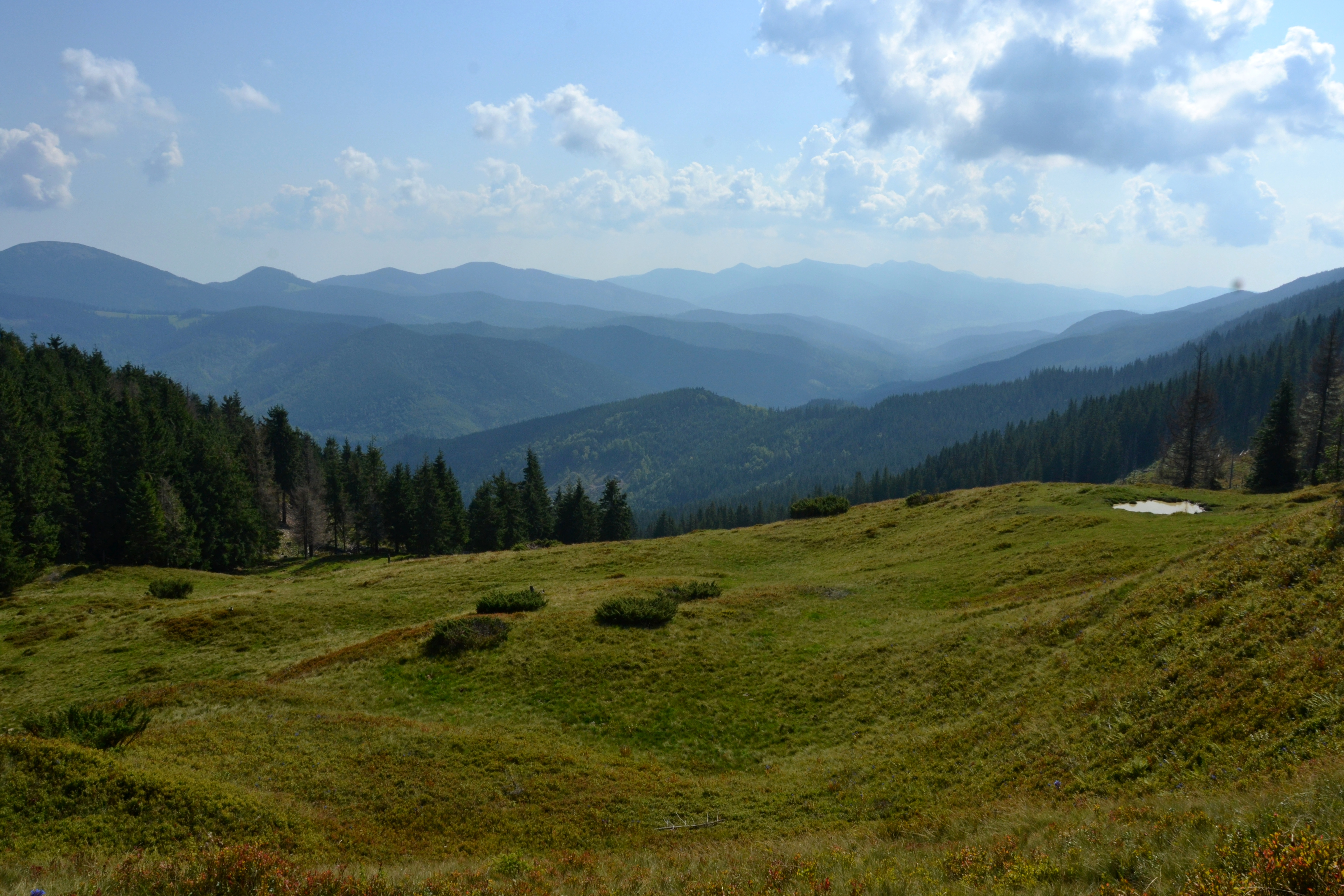
полонина Тавпиш

Тавпіширка (Тавпиширка) — хребет в Українських Карпатах, у масиві Горгани. Розташований у межах Надвірнянського району Івано-Франківської області, на захід від села Бистриці (північно-західні схили хребта лежать у межах Тячівського району Закарпатської області). 
Максимальна висота хребта 1503 м (за іншими даними — 1499,6 м), довжина — бл. 9 км. Хребет простягається з північного заходу на південний схід. Схили круті, заліснені; на привершинних ділянках є полонини, місцями з кам'яними осипищами. Виділяються кілька пологих вершин: Тавпиш (1450,9 м) та інші — 1455,5 м, 1464 м, 1503 м, 1366 м. 
На південь від хребта розташований перевал Легіонів, на північний захід — урвище Пекло. При підніжжі хребта (з північно-східного боку) розташований водоспад Салатручіль. 
Північно-західною частиною хребта проходить адміністративна межа між Івано-Франківською та Закарпатською областями, яка до Другої світової війни була державним кордоном між Польщею та Чехословаччиною. 
Значна частина хребта розташована в межах природоохоронних територій — Тавпиширківського ботанічного заказника, Високогірного дендропарку (в південно-східній частині хребта) та заповідного урочища «Тавпіширка». Із закарпатського боку є ботанічний заказник «Горгани і Тавпіширка»

## Етимологія назви
Існує думка, що топонім походить від прізвиська Влада ІІІ Дракули — Ţepeş (Цепеш). Дослівно — наштрикувач, від рум. ţeapă — паля або вістря. Ймовірно, що хребтом зводили оборонні укріплення із загострених колод. В Українських Карпатах трапляються кілька таких назв: Тавпиш (у межах цього ж хребта), Топас (хребет Красна у Міжгірському районі Закарпатської області), Тапеш (хребет Бовцарський Верх у Міжгірському районі Закарпатської області).
Інша версія ― від угорського слова talpa, означає «підошва». На Закарпатті оригінально цей топонім вимовляється як «талпішурка».